# Buceava-Șoimuș, Arad
Buceava-Șoimuș este un sat în comuna Brazii din județul Arad, Crișana, România.

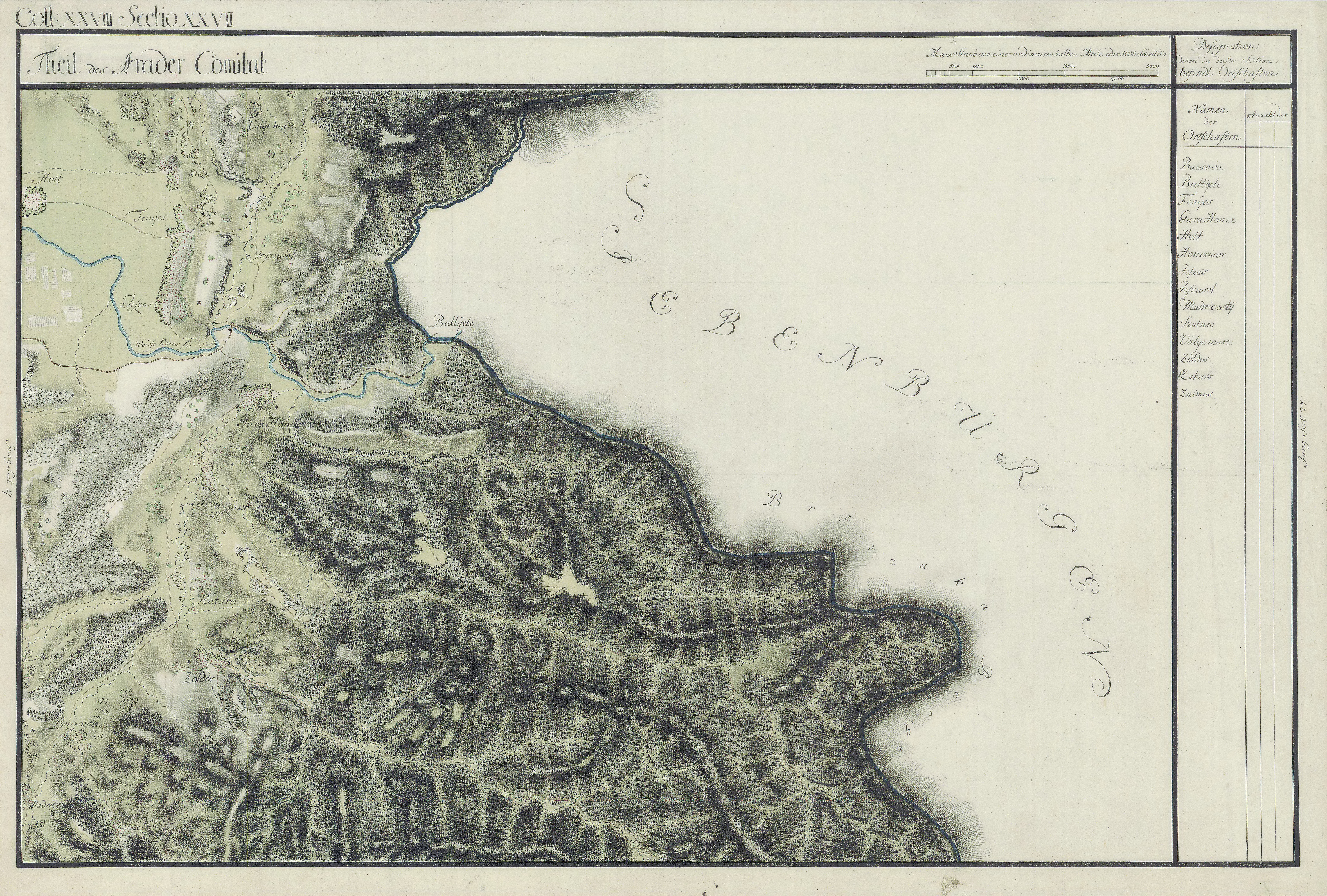
Buceava-Șoimuș în Harta Iozefină a Comitatului Arad, 1782-85

## Edificii culturale de interes național
- Biserica de lemn din Buceava-Șoimuș

## Imagini din Șoimuș (2009)

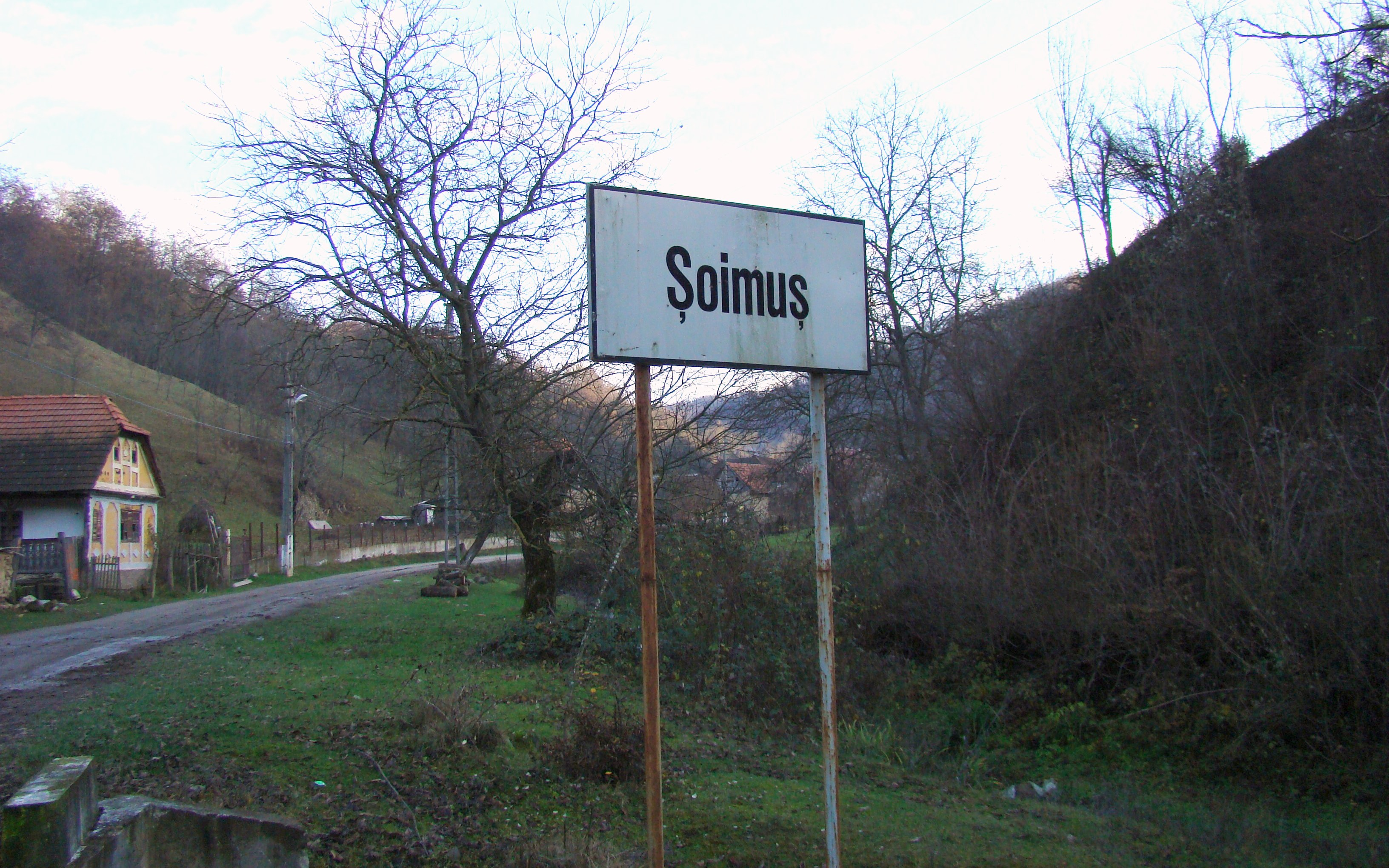
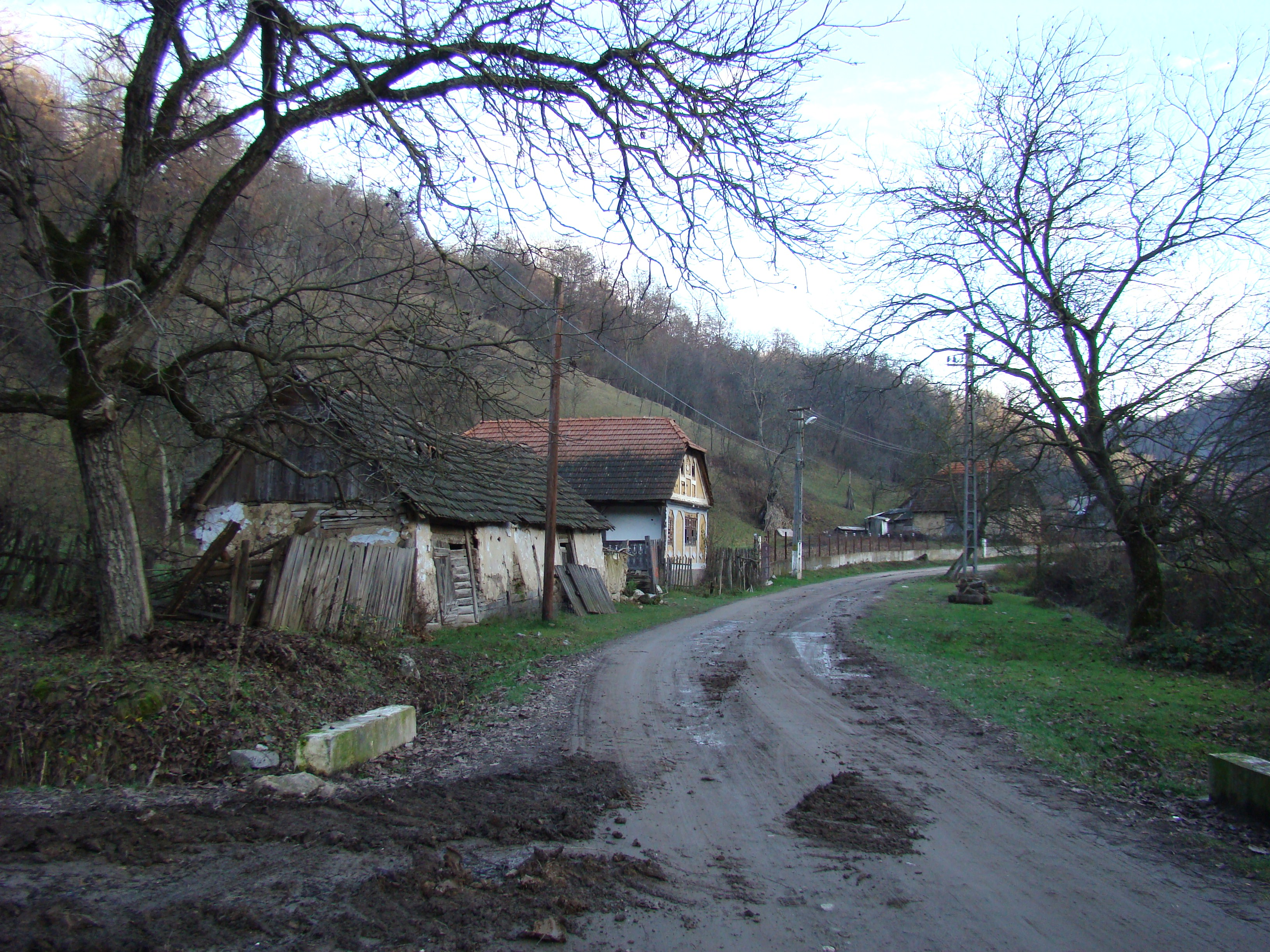
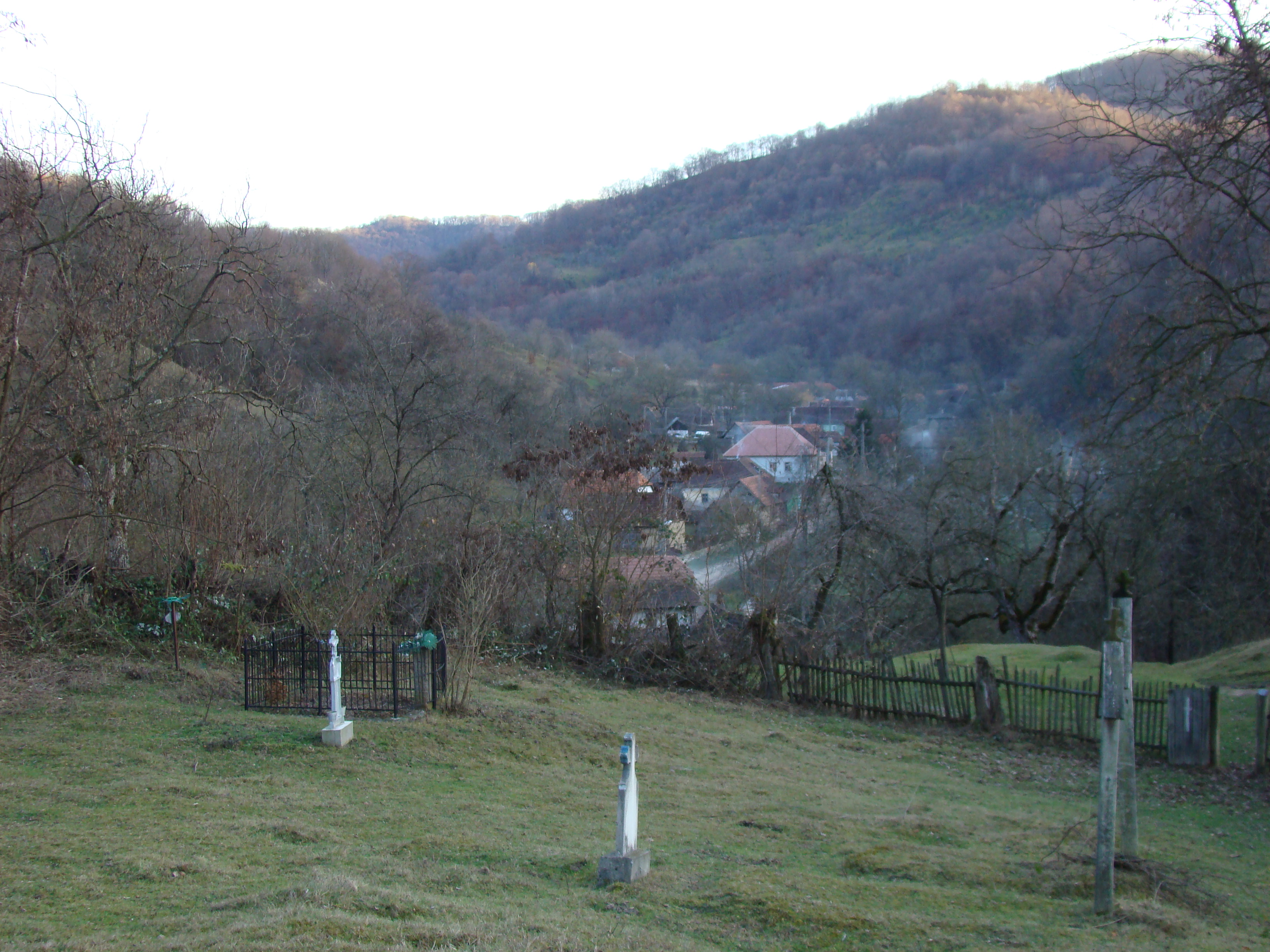

## Imagini din Buceava (2013)

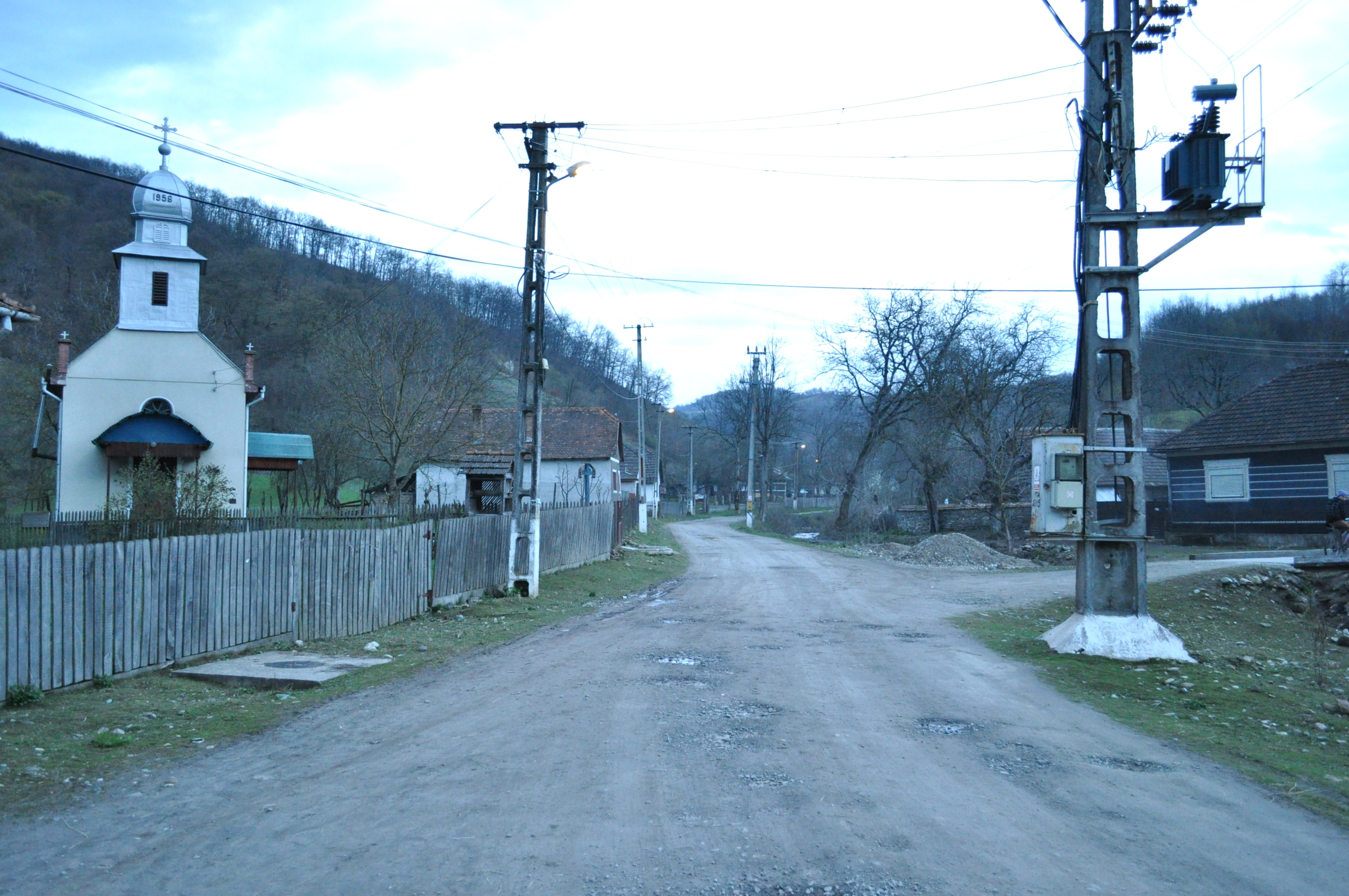
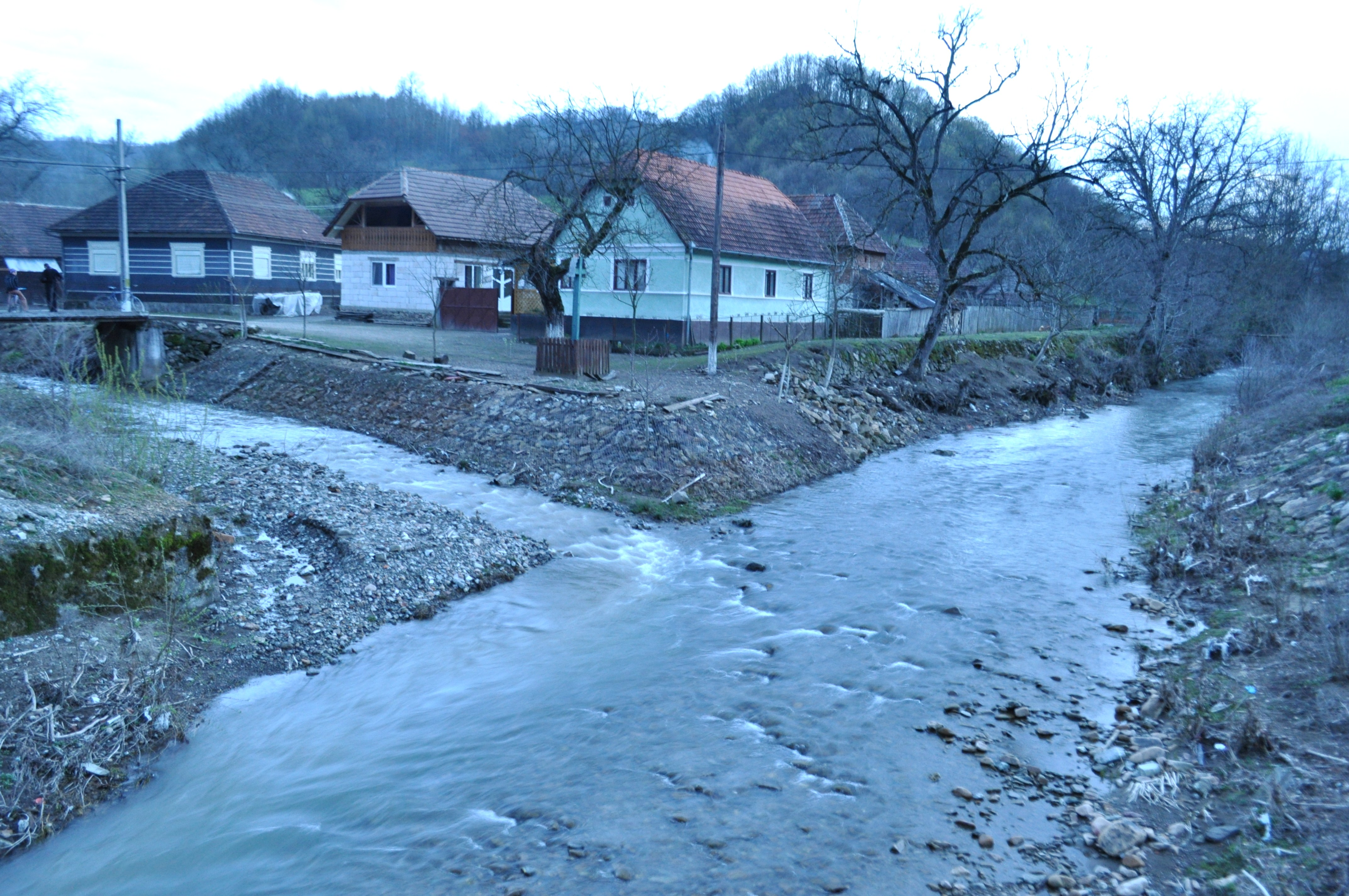
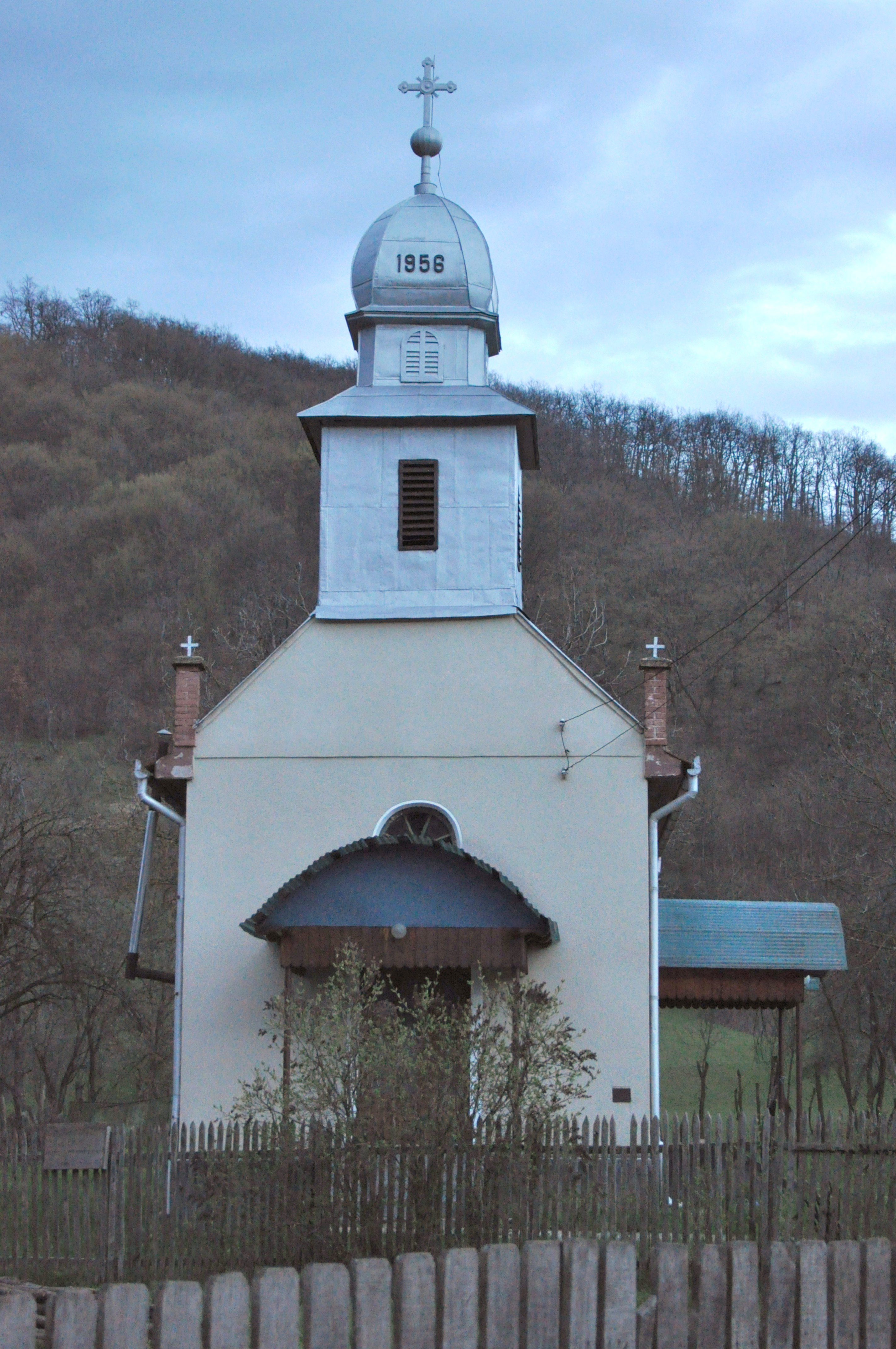
Biserica „Sfinţii Arhangheli Mihail şi Gavriil”